# Шевченко, Александр Алексеевич (футболист)
Александр Алексеевич Шевченко (24 мая 1937 — 25 марта 2010, Ростов-на-Дону) — советский и российский футболист, защитник, чемпион РСФСР 1964 года. Мастер спорта СССР (1957), заслуженный работник физической культуры РФ. Известен выступлениями за ростовские клубы «Ростсельмаш» и СКА.

## Биография
Начал играть в футбол в 1950 году в юношеской команде клуба «Строитель».
В 1956 году присоединился к составу клуба «Торпедо» Ростов-на-Дону, который уже на следующий сезон был переименован в «Ростельмаш». В составе клуба провел три сезона в классе Б чемпионата СССР, являлся твердым игроком основы.
В 1959 году был приглашен в клуб СКВО (Ростов-на-Дону), выступавшем в высшей лиге чемпионата СССР, проведя 10 матчей за дублирующий состав, позже был переведен в основу, сыграв в 5 матчах чемпионата. Следующие два сезона клуб провел уже под названием СКА, и в обоих из них клуб занимал четвёртое место в чемпионате. В одном из сезонов Александр Шевченко выводил команду на поле в качестве капитана.
В 1962 году вернулся в клуб «Ростсельмаш» и отыграл в его составе следующие четыре сезона, вскоре став капитаном клуба.
В общей сложности отыграл за клуб «Ростсельмаш» 7 сезонов (1956—1958 и 1962—1966 годы) выйдя на поле в 259 матчах.
После завершения карьеры игрока занимался общественной деятельностью, в последние годы жизни возглавлял общественную организацию «Клуб ветеранов футбола Дона».
Скончался 25 марта 2010 года в Ростове-на-Дону.